# Peruanismos
Peruanismos es un libro de la lingüista peruana Martha Hildebrandt. Es una colección de notas lexicográficas sobre de peruanismos, es decir, palabras y expresiones únicas del español peruano. El libro fue publicado por primera vez en 1969 y ha sido revisado y actualizado varias veces desde entonces.

## Descripción
El libro, brinda información sobre el lenguaje cotidiano de los peruanos, está dividido en dos partes. La primera parte brinda una visión general de la historia del español peruano y analiza los factores que han contribuido al desarrollo de los peruanismos. La segunda parte es un diccionario de peruanismos, organizado alfabéticamente. Cada entrada incluye la definición de la palabra o expresión, así como ejemplos de su uso.
El libro fue publicado originalmente en 1969 bajo la edición de Moncloa-Campodónico por la Universidad Nacional Mayor de San Marcos en Lima, Perú. Ha sido revisado y actualizado varias veces, siendo la edición más reciente publicada en 2013 por la editorial Espasa, perteneciente al Grupo Planeta. El libro está disponible tanto en formato impreso como electrónico.